# Dunărea Galați în sezonul 1995-1996
Sezonul 1995-1996 este un sezon foarte greu complicat, singura veste bună este revenirea lui Haralambie Antohi ca antrenor dar principal de această dată, președinte este tot Ilie Hagioglu, echipa nu va fi antrenată doar de Haralambie Antohi! ci și de Ion Nunweiller III un antrenor cu vastă experiență! plus Aurel Drăgan și Valentin Kramer!.

## Echipă
| Nr. |         | Poziție | Jucător             |
| --- | ------- | ------- | ------------------- |
| -   | România | P       | Mihai Barbu         |
| -   | România | P       | Alexandru Iliuciuc  |
| -   | România | P       | Constantin Flutur   |
| -   | România | P       | Valentin Buruiană   |
| -   | România | F       | Iulian Dăniță       |
| -   | România | F       | Doru Balmuș         |
| -   | România | F       | George Bedreagă     |
| -   | România | F       | Damian Băncilă      |
| -   | România | F       | Andrei              |
| -   | România | F       | Tudose              |
| -   | România | F       | Marian Roșu         |
| -   | România | F       | Horia Pătru         |
| -   | România | F       | Marius Humelnicu    |
| -   | România | F       | David Asandei       |
| -   | România | F       | Florin Cujbă        |
| -   | România | F       | Marius Cosoreanu    |
| -   | România | F       | Cornel Turcu        |
| -   | România | F       | Sorin Chirciu       |
| -   | România | F       | Adrian Ariton       |
| -   | România | F       | Adrian Silian       |
| -   | România | F       | George Movilă       |
| -   | România | F       | Aurelian Brașoveanu |
| -   | România | F       | Sorin Bălan         |
| -   | România | F       | Daniel Miloiu       |
| -   | România | F       | Cătălin Chicoș      |
| -   | România | F       | Mihai Jireghie      |
| -   | România | M       | Dumitru Horovei     |
| -   | România | M       | Doru Buciumeanu     |
| -   | România | M       | Marius Bârnoveanu   |
| -   | România | M       | Emanuel Higlău      |
| -   | România | M       | Tudorel Chivu       |
| -   | România | M       | Denis Van Caval     |
| -   | România | M       | Gabriel Chebac      |
| -   | România | M       | Adrian Negraru      |
| -   | România | M       | Iulian Smadu        |
| -   | România | M       | Marian Ghibea       |
| -   | România | M       | Anton               |
| -   | România | M       | Alexandru Pavel     |
| -   | România | M       | Sandu Beca          |
| -   | România | A       | Marcel Atănăsoae    |
| -   | România | A       | Dănuț Oprea         |
| -   | România | A       | Jiribie             |
| -   | România | A       | Dorinel Dragomir    |
| -   | România | A       | Ionuț Niculcea      |
| -   | România | A       | Mitică Ragea        |
| -   | România | A       | Cristian Strelțov   |
| -   | România | A       | Remus Safta         |
| -   | România | A       | Arăpașu             |

## Transferuri

### Sosiri
| Post | Jucător           | De la echipa        | Suma de transfer  | Dată |  | ---- |
| ---- | ----------------- | ------------------- | ----------------- | ---- |  | ---- |
| F    | Florin Cujbă      | Dacia Unirea Brăila | liber de contract | -    |  |      |
| P    | Mihai Barbu       | Oțelul Galați       | liber de contract | -    |  |      |
| A    | Dănuț Oprea       | Oțelul Galați       | liber de contract | -    |  |      |
| A    | Mitică Ragea      | FC Argeș Pitești    | liber de contract | -    |  |      |
| F    | Auraș Brașoveanu  | Gloria Buzău        | liber de contract | -    |  |      |
| M    | Alexandru Pavel   | Dacia Unirea Brăila | liber de contract | -    |  |      |
| F    | Adrian Teodorescu | Gloria Buzău        | liber de contract | -    |  |      |
| M    | Anton             | Oțelul Galați       | liber de contract | -    |  |      |
| F    | Patriche          | Juniori             | liber de contract | -    |  |      |
| F    | Cătălin Chicoș    | Juniori             | liber de contract | -    |  |      |
| M    | Sandu Beca        | FC Argeș Pitești    | liber de contract | -    |  |      |
| A    | Remus Safta       | Gloria Bistrița     | liber de contract | -    |  |      |

### Plecări
| Post | Jucător            | De la echipa            | Suma de transfer  | Dată |  | ---- |
| ---- | ------------------ | ----------------------- | ----------------- | ---- |  | ---- |
| P    | Mihai Barbu        | Tractorul Brașov        | liber de contract | -    |  |      |
| A    | Dănuț Oprea        | Gyõri ETO FC            | liber de contract | -    |  |      |
| F    | George Bedreagă    | Viromet Sfântu Gheorghe | liber de contract | -    |  |      |
| A    | Daniel Baston      | Evagoras Paphos         | liber de contract | -    |  |      |
| M    | Alin Pânzaru       | Oțelul Galați           | liber de contract | -    |  |      |
| F    | Auraș Brașoveanu   | Gloria Buzău            | liber de contract | -    |  |      |
| M    | Cătălin Savu       | Dacia Unirea Brăila     | liber de contract | -    |  |      |
| F    | Adrian Teodorescu  | Gloria Buzău            | liber de contract | -    |  |      |
| M    | Cristian Alexandru | CSM Reșița              | liber de contract | -    |  |      |

### Sezon intern
| 1  | Poiana Câmpina        | Dunărea Galați        | Albu 24'                                                | 1-0 |
| 2  | Dunărea Galați        | FC Onești             |                                                         | 0-0 |
| 3  | Electroputere Craiova | Dunărea Galați        | Chivu 32' Biță 67' Mohora 75' (pen.)                    | 3-0 |
| 4  | Dunărea Galați        | Steaua Mizil          | Arăpașu 36' (pen.) Oprea 71'                            | 2-0 |
| 5  | Dunărea Galați        | Dacia Pitești         | Băncilă 5' Ivan 4' Voica 83'                            | 1-2 |
| 6  | Tractorul Brașov      | Dunărea Galați        | Oprea 8'                                                | 0-1 |
| 7  | Dunărea Galați        | Dacia Unirea Brăila   | Arăpașu 83' (pen.) Pavel 12' Cojocaru 38'               | 1-2 |
| 8  | Metalul Plopeni       | Dunărea Galați        | Nicolae 34', 65' Matei 79'                              | 3-0 |
| 9  | Dunărea Galați        | Cetatea Târgu Neamț   | Arăpașu 33' Dăniță 68'                                  | 2-0 |
| 10 | Rocar București       | Dunărea Galați        |                                                         | 0-0 |
| 11 | Dunărea Galați        | FC IEELIF Slatina     | Arăpașu 37' (pen.), 47' Ragea 70'                       | 3-0 |
| 12 | Dunărea Călărași      | Dunărea Galați        | Munteanu 43'                                            | 1-0 |
| 13 | Dunărea Galați        | Oțelul Târgoviște     | Toboșaru 45'                                            | 0-1 |
| 14 | Metrom Brașov         | Dunărea Galați        | Decu 69' Gâta 82'                                       | 2-0 |
| 15 | Dunărea Galați        | Portul Constanța      | Chivu 60'                                               | 2-0 |
| 16 | Gloria Buzău          | Dunărea Galați        | Soare 63'                                               | 1-0 |
| 17 | Dunărea Galați        | ARO Câmpulung         | Cujbă 55' Oprea 76' (pen.) Strelțov 83'                 | 3-0 |
| 18 | Dunărea Galați        | Poiana Câmpina        | Strelțov 10'                                            | 1-0 |
| 19 | FC Onești             | Dunărea Galați        | Pichiu 79' (pen.) Achim 87' Cujbă 14'                   | 2-1 |
| 20 | Dunărea Galați        | Electroputere Craiova | Dogaru 6' (o.g.) Chivu 15' Cujbă 23' Diaconu 34'        | 3-1 |
| 21 | Steaua Mizil          | Dunărea Galați        | Mitu 45'                                                | 1-0 |
| 22 | Dacia Pitești         | Dunărea Galați        | Grigoriu 45' (pen.) Nicolae 81' Strelțov 30'            | 2-1 |
| 23 | Dunărea Galați        | Tractorul Brașov      | Băncilă 5' Dăniță 35' Bodor 50'                         | 2-1 |
| 24 | Dacia Unirea Brăila   | Dunărea Galați        | Matei 17' (pen.) Cojocaru 48'                           | 2-0 |
| 25 | Dunărea Galați        | Metalul Plopeni       |                                                         | 0-0 |
| 26 | Cetatea Târgu Neamț   | Dunărea Galați        | Georgescu 75' Cepoiu 79' Condurache 86'                 | 3-0 |
| 27 | Dunărea Galați        | Rocar București       | Savu 87'                                                | 0-1 |
| 28 | FC Caracal            | Dunărea Galați        | Jianu 53' Ioniță 56'                                    | 2-0 |
| 29 | Dunărea Galați        | Dunărea Călărași      | Băncilă 67'                                             | 1-0 |
| 30 | Oțelul Târgoviște     | Dunărea Galați        | Bârdeș 5' Țermure 18' Chivu 44'                         | 2-1 |
| 31 | Dunărea Galați        | Metrom Brașov         | Băncilă 26' (pen.) Balmuș 31' Ragea 79'                 | 3-0 |
| 32 | Portul Constanța      | Dunărea Galați        | Zadea 3', 67', 84'                                      | 3-0 |
| 33 | Dunărea Galați        | Gloria Buzău          | Băncilă 5' Atănăsoae 67' Chicoș 79' Tudose 81' Stan 88' | 3-2 |
| 34 | ARO Câmpulung         | Dunărea Galați        | Coman 40'                                               | 1-0 |

 Clasamentul după 34 de etape se prezintă astfel: